# TLC: Tables, Ladders and Chairs (2020)
L'édition 2020 de TLC: Tables, Ladders and Chairs est un Premium Live Event de catch (lutte professionnelle) produit par la World Wrestling Entertainment, une fédération de catch américaine, télédiffusée en paiement à la séance sur le WWE Network. L'événement a eu lieu le 20 décembre 2020 au Tropicana Field à St. Petersburg, dans l'état de Floride. Il s'agit de la douzième et dernière édition de TLC: Tables, Ladders & Chairs, événement annuel qui, comme son nom l'indique, propose un ou plusieurs Tables, Ladders and Chairs matches en tête d'affiche.

## Contexte
Les spectacles de la World Wrestling Entertainment (WWE) sont constitués de matchs aux résultats prédéterminés par les scénaristes de la WWE. Ces rencontres sont justifiées par des storylines – une rivalité avec un catcheur, la plupart du temps – ou par des qualifications survenues dans les shows de la WWE telles que Raw, SmackDown et NXT. Tous les catcheurs possèdent une gimmick, c'est-à-dire qu'ils incarnent un personnage gentil (Face) ou méchant (Heel), qui évolue au fil des rencontres. Un événement comme TLC: Tables, Ladders and Chairs est donc un événement tournant pour les différentes storylines en cours,.

### Impact de la Covid-19
À la suite de la pandémie COVID-19 , la WWE a présenté la majorité de sa programmation du WWE Performance Center à Orlando, en Floride depuis la mi-mars sans aucun fan présent , bien que fin mai, la promotion ait commencé à utiliser des stagiaires du Performance Center pour servir comme public en direct, qui a été élargi aux amis et aux membres de la famille des lutteurs à la mi-juin. Le 17 août, la WWE a annoncé que toutes les futures émissions et les pay-per-views se tiendraient au Amway Center , une salle plus grande également située à Orlando, dans un «avenir prévisible», à commencer par l'épisode du 21 août de SmackDown. En outre, les émissions proposent désormais une nouvelle expérience de visionnage des fans appelée "ThunderDome", qui utilise des drones, des lasers, du pyro, de la fumée et des projections. Environ un millier de panneaux LED ont été installés dans le Centre Amway pour permettre aux fans d'assister virtuellement aux événements gratuitement et d'être vus sur les rangées et rangées de panneaux LED. L'audio de l'arène est également mélangé à celui des fans virtuels afin que les chants des fans puissent être entendus. L'accord actuel de la WWE avec le Centre Amway expire le 31 octobre, mais ils sont en mesure de prolonger le contrat avec un préavis de deux semaines.

## Tableau des matchs
| Ordre par numéros | Résultat | Stipulation(s) | Temps |
| --- | --- | --- | ----- |
| 1P | Big E, Daniel Bryan, Chad Gable et Otis battent King Corbin, Sami Zayn, Cesaro et Shinsuke Nakamura                         | 8-Man Tag Team match | 8:36  |
| 2 | Drew McIntyre (c) bat AJ Styles (avec Omos) et The Miz (avec John Morrison),                                                | Triple Threat TLC match pour le WWE Championship                                                                           | 27:05 |
| 3 | Sasha Banks (c) bat Carmella (avec Reginald Thomas) par soumission                                                          | Match simple pour le WWE SmackDown Women's Championship                                                                    | 12:10 |
| 4 | The Hurt Business (Cedric Alexander et Shelton Benjamin) (avec MVP) battent The New Day (Kofi Kingston et Xavier Woods) (c) | Tag Team match pour les WWE Raw Tag Team Championship                                                                      | 10:00 |
| 5 | Asuka et Charlotte Flair battent Nia Jax et Shayna Baszler (c)                                                              | Tag Team match pour les WWE Women's Tag Team Championship                                                                  | 10:05 |
| 6 | Roman Reigns (c) (avec Paul Heyman et Jey Uso) bat Kevin Owens                                                              | TLC match pour le WWE Universal Championship                                                                               | 24:45 |
| 7 | Randy Orton bat "The Fiend" Bray Wyatt                                                                                      | Firefly Inferno match Dans cette stipulation, le vainqueur doit brûler vif son adversaire après l'avoir aspergé d'essence. | 12:01 |
| La lettre C placée entre parenthèses désigne la personne ou l’équipe championne en titre. P – indique que le match a eu lieu lors du pré-show | | |       |